# Temurah (cabala)
Temurah in ebraico צופן אתב"ש‎? è uno dei tre antichi metodi utilizzati dai cabalisti per riordinare le parole e le frasi della Bibbia ebraica (Tanakh), nella convinzione che con questo metodo si possa ricavare il substrato esoterico e il significato spirituale più profondo delle parole (Gli altri due sono Ghematria e Notarikon). Temurah può essere usato per modificare le lettere in certe parole per creare un nuovo significato per un passo biblico. L'alfabeto ebraico è un alfabeto consonantico abjad. Tecniche che applicate all'italiano trasformerebbero parole sensate in una serie di lettere senza senso, in ebraico danno invece quasi sempre un senso compiuto.
Esistono tre forme semplici di Temurah:
- Atbash: cifrario a sostituzione monoalfabetica in cui la prima lettera dell'alfabeto ebraico è sostituita con l'ultima, la seconda con la penultima, e così via, "invertendo" l'ordine alfabetico delle lettere.[1]

a=z, b=y, c=x, ecc.
- Avgad: Sostituisce ogni lettera con la lettera precedente.

a=b, b=c, c=d, ecc.
- Albam: Sostituisce la prima lettera dell'alfabeto con la dodicesima, la seconda con la tredicesima, e così via.

a=l, b=m, c=n, ecc.